# Греческий военный контингент в Афганистане
Военный контингент Греции в Афганистане — подразделение вооружённых сил Греции, созданное в 2002 году. В 2002—2014 гг. действовало в составе сил ISAF.

## История
15 января 2002 года было принято решение о участии страны в операции в Афганистане, 19 февраля 2002 года началось участие в операции.
В феврале 2002 года Греция направила в Афганистан военный контингент, первоначально состоявший из 49 солдат. В целом, с февраля 2002 года до 30 ноября 2012 года в составе 33 смен личного состава в Афганистане побывали 3 295 военнослужащих Греции, срок их службы составлял от трёх до шести месяцев. Греческие военные выполняли строительные работы, занимались реконструкцией инфраструктуры Кабула, обучали афганских солдат, доставляли гуманитарную помощь, обеспечивали работу 299-го мобильного хирургического госпиталя. 30 ноября 2012 года военнослужащие греческого контингента были выведены из Афганистана, но в стране остались семь лётчиков-инструкторов для подготовки афганских пилотов военно-транспортных самолётов C-27J
По состоянию на 1 августа 2013 года, численность контингента составляла 3 военнослужащих.
28 декабря 2014 года командование НАТО объявило о том, что операция «Несокрушимая свобода» в Афганистане завершена. Тем не менее, боевые действия в стране продолжались и иностранные войска остались в стране — в соответствии с начатой 1 января 2015 года операцией «Решительная поддержка», хотя общая численность иностранных войск была уменьшена.
В июле 2018 года численность военного контингента Греции составляла 6 военнослужащих (в составе подразделения TAAC – Air).
В феврале 2020 года численность военного контингента Греции составляла 11 военнослужащих.
14 апреля 2021 года президент США Джо Байден объявил о планах начала вывода американских войск из Афганистана в мае 2021 с завершением этого процесса к 11 сентября 2021 года. В этот же день решение о выводе войск «в течение нескольких следующих месяцев» приняли страны НАТО. В дальнейшем, движение «Талибан» перешло в наступление и положение в стране осложнилось.
4 июля 2021 года Греция эвакуировала всех четырёх военнослужащих из Кабула и завершила участие в операции.

## Результаты
Потери греческого контингента в Афганистане с начала участия в операции до конца 2014 года составляют не менее 4 военнослужащих ранеными и травмированными, погибших не имелось.
В перечисленные выше потери не включены сведения о финансовых расходах на участие в войне. Помимо прямых военных расходов, Греция предоставляла военную помощь Афганистану.
- по официальным данным отчёта правительства Греции в ООН, в виде военной помощи Афганистану в 2007 году было бесплатно передано 300 автоматов АК-47[10]